# Anthony Salerno
Anthony Salerno (New York, 15 agosto 1911 – Springfield, 27 luglio 1992) è stato un mafioso statunitense.

## Biografia
Fu capo della famiglia Genovese dagli anni settanta fino al suo arresto nel 1986. Visto spesso vestito con una fedora (cappello di feltro) e a masticare un sigaro, Anthony Salerno era soprannominato "Fat Tony" (cioè  Tony il Grasso) a causa del suo sovrappeso.
Nato e cresciuto a East Harlem, New York, sin da giovane fu coinvolto in casi di scommesse illegali, usura e racket, attraverso la famiglia Genovese, fino ad arrivare a controllare tutti i traffici della zona, per un valore di circa 50 milioni di dollari all'anno. 
Negli anni '70 e '80 si divise tra diversi indirizzi e case: una a Miami Beach, in Florida, una a RhineBeck, nello stato di New York, una a East Harlem e il suo appartamento sopra Gramercy Park, a Manhattan.
Nel 1978 Salerno fu condannato a sei mesi di carcere per scommesse ed evasione fiscale, e all'inizio del 1981 subì un piccolo ictus, e si ritirò presso la sua tenuta di Rhineback per riprendersi: a quel tempo era il secondo boss della famiglia, in ordine di importanza. 
Ma dopo la sua guarigione e la morte del boss Frank Tieri, Salerno divenne apparentemente il capo della famiglia Genovese.
Comunque, si capì presto che Salerno non deteneva davvero il potere: Vincent Cafaro, braccio destro di Salerno e poi informatore della polizia, raccontò che Salerno era solo un uomo di facciata. Dalla morte di Vito Genovese nel 1969, il vero capofamiglia era Philip Lombardo, che ha usato nel tempo diversi boss di facciata per nascondere la sua vera posizione. Egli stava allevando Vincent Gigante per succedergli a capo della famiglia, quindi, secondo Cafaro, Salerno era diventato boss, nel 1981, per proteggere Gigante.
Nel 1985, le forze della legge finalmente incastrarono Salerno. Il 25 febbraio lui e altri otto Boss di New York furono coinvolti nel cosiddetto "Commission Case": il processo iniziò nel settembre 1986 e durò tre mesi, al termine dei quali Salerno fu giudicato colpevole e condannato a 100 anni di prigione.
Durante la prigionia, la sua salute peggiorò, principalmente a causa del diabete di cui soffriva e di un presunto cancro alla prostata. 
Nel luglio 1992, all'età di 81 anni, Salerno morì colpito da un ictus al Medical Center for Federal Prisoners di Springfield, in Missouri, e fu sepolto al Saint Raymond's Cemetery nel Bronx, a New York.